# フォリナー
フォリナー（Foreigner）は、イギリス人とアメリカ人からなるアメリカ合衆国で結成されたロックバンド。
1970年代後半に始まった産業ロックのアメリカ版である、「スタジアム・ロック」で大成功を収めたバンドの一つ。アルバム総セールスは8000万枚以上を記録した。ミック・ジョーンズ、ルー・グラムを中心とした英国人・米国人混合グループである。

## 概要

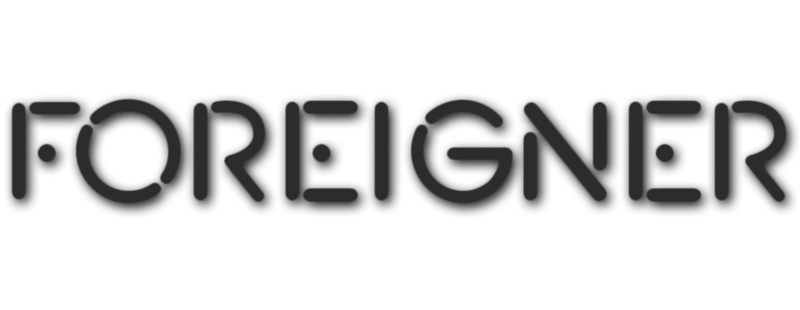
バンドのロゴ

バンド名「フォリナー (＝外国人)」は、英米が混在するメンバー構成を由来とする。活動初期はハードロックやアメリカン・プログレ・ハードのジャンルに含まれた。ブリティッシュ・ロックのフリーやバッド・カンパニーをMOR的にしたポップなサウンドで、デビュー当初から大成功を収めた。
1980年代初頭から、AOR的なサウンドに変化し、バラード曲をメインとして、1980年代の音楽市場でも、莫大な利益を上げた。その大きなセールスをもたらした商業主義的手法が、ジャーニーやスティクスらとともに、スタジアム・ロック（産業ロック）の典型として挙げられることも多い。

## 略歴

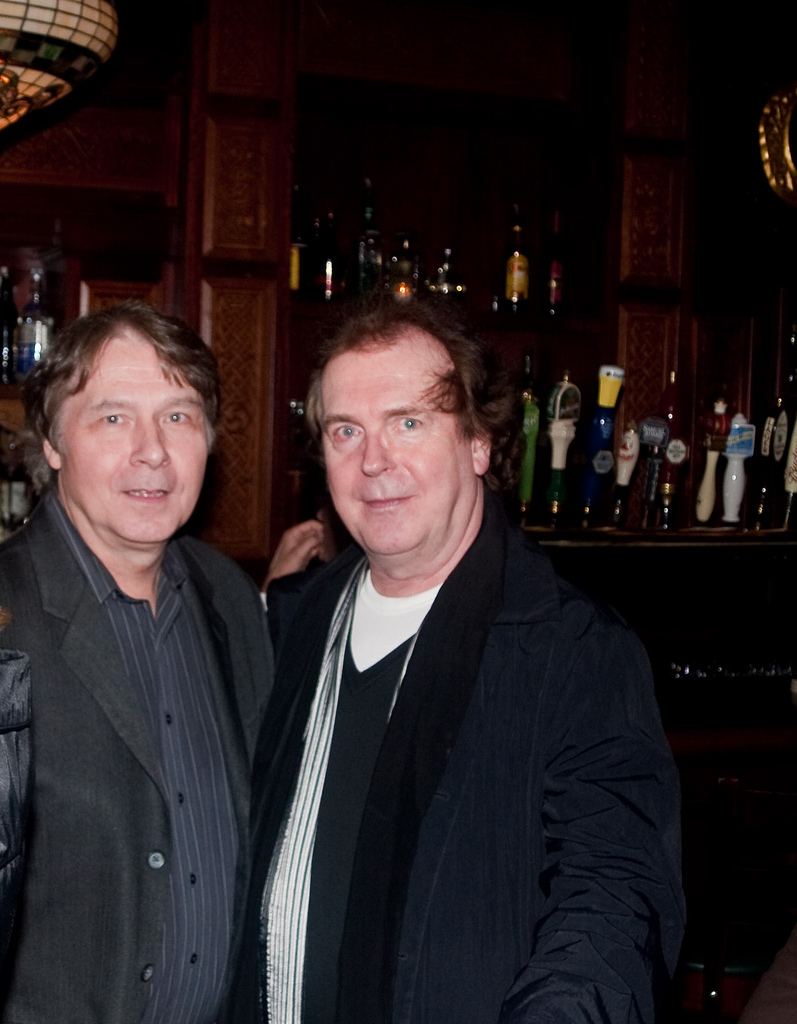
創設メンバー(左)アル・グリーンウッドと(右)イアン・マクドナルド (2009年)

### 1970年代後半
1976年ニューヨークにて、元マウンテンの「レスリー・ウェスト・バンド」で活動していたミック・ジョーンズ（元スプーキー・トゥース）や元「キング・クリムゾン」のイアン・マクドナルドが、セッション仲間のデニス・エリオット（元イフ）に、ルー・グラム（元ブラック・シープ)、アル・グリーンウッド（元ストーム)、エド・ガリアルディのアメリカ人達と意気投合し、バンドを結成した。
彼らはロックバンド「Trigger」という暫定のバンド名で、デモテープを各社に持ち込み、大手レーベル「アトランティック・レコード」と契約。名を「フォリナー」と改めデビューした。フリーやバッド・カンパニーを水で薄めたようなサウンドではないかとの批判は、デビュー当初から付きまとった。
1977年、1stアルバム『栄光の旅立ち』を発表。全米チャート4位を記録し400万枚を突破、デビュー作から成功を手にした。シングル「衝撃のファースト・タイム」もヒットした。
1978年リリースの2ndアルバム『ダブル・ヴィジョン』が前作を上回る500万枚に達して全米チャート3位を記録し、シングルカットした表題曲「ダブル・ヴィジョン」が全米2位に上昇。同年に早くも初来日公演が実現する。
1979年、音楽性の相違からエドが脱退して、リック・ウィルス（元スモール・フェイセス）に交代。3rdアルバム『ヘッド・ゲームス』は全米チャート5位を記録し、300万枚の安定したセールスを維持した。

### 1980年代：ヒット連発

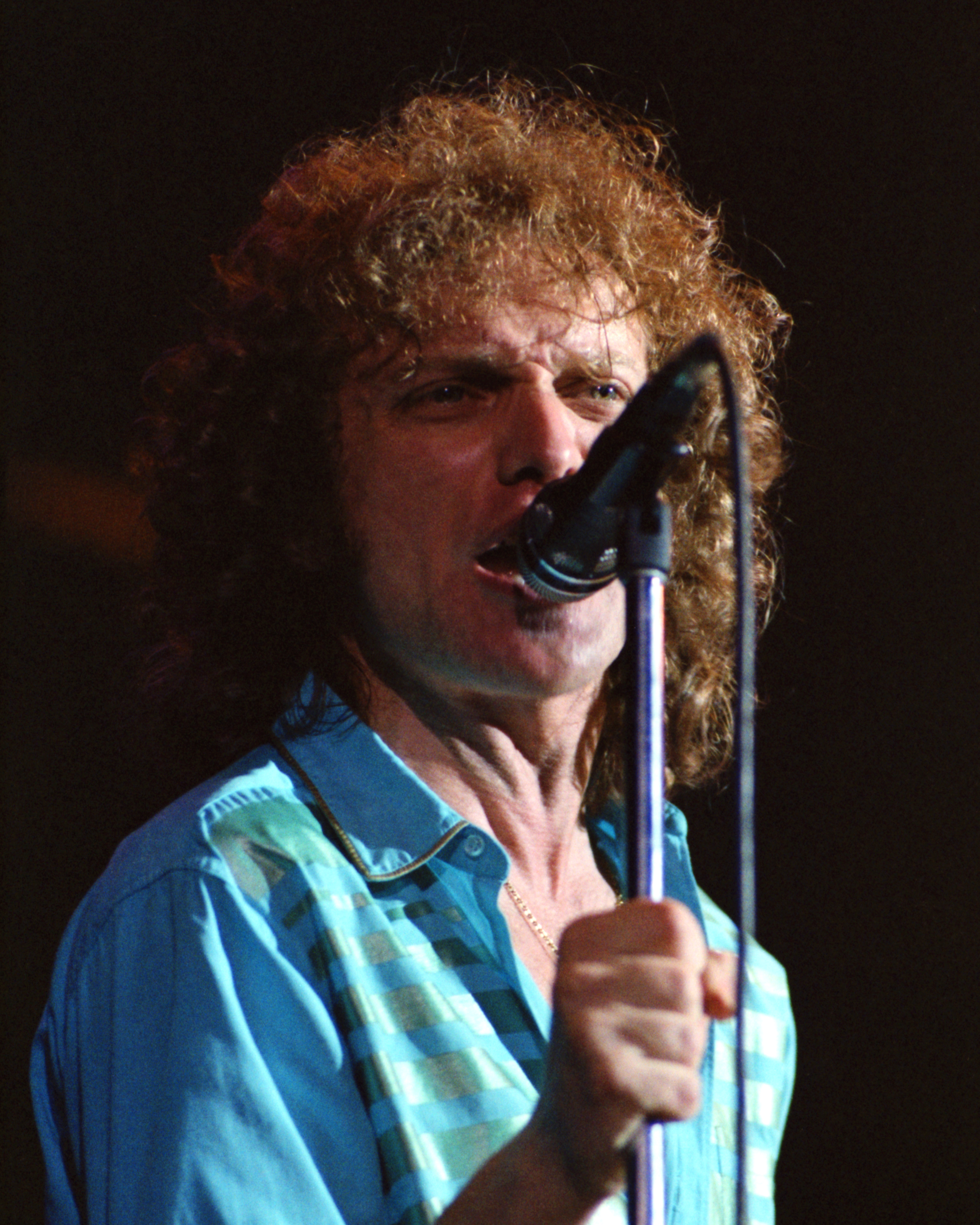
若き日のルー・グラム (1979年)

1980年、次作の制作を開始する中、ミック・ジョーンズとルー・グラムの主導権が強くなり、不満を持ったイアン・マクドナルドやアル・グリーンウッドと対立。結局イアンとアルが脱退し、残る4人編成で活動を継続する。
1981年、発表した4thアルバム『4』が1500万枚以上の大ヒットとなり、全米チャートで10週連続1位を記録。翌年のアルバム年間チャートでは第3位を記録した。シングル「ガール・ライク・ユー」も全米チャート10週連続2位を記録。翌1982年に初のコンピレーション作品『ベスト・オブ・フォリナー』をリリース。
1984年、5thアルバム『プロヴォカトゥール (煽動)』をリリースし、翌1985年にシングル「アイ・ウォナ・ノウ」が初の全米シングルチャート1位(2週連続)を獲得、年間チャートでも第4位を記録する。しかしこの時期をピークに、バラード曲スタイルのマンネリ化も進んでいた。ルーはバンドの今後を危惧するようになる。
1987年、6thアルバム『インサイド・インフォメーション』を発表した頃には、バラード路線を維持したいミックと反対するルーとの確執が表面化する。

### 1990年代：人気下降、ルー・グラム脱退
3年後の1990年、ルーが正式に脱退し、代わりにジョニー・エドワーズ（ボーカル）が加入。翌1991年に心機一転の7thアルバム『アンユージュアル・ヒート』を発表するが、全米チャート100位以下の惨敗に終わる。
1992年、今度はオリジナル・メンバーのデニス・エリオットと、リック・ウィルスという主力が脱退。そこでミックはルーと関係を改善してバンドに呼び戻し、新たに編成を組み直す。1994年、8thアルバム『Mr.ムーンライト』を発表。ここから暫くオリジナル・アルバムのリリースが途絶える。
1997年、ルーが脳腫瘍を患い活動が停滞する。手術を施して翌年に復帰するが、投薬やリハビリの影響もありパフォーマンスは芳しくなかった。
2000年代に入り、ようやくルーの体調が回復して活動が活発化し、2002年にはデビュー25周年に関連した多くの企画を実施した。そしてここを区切りに、翌年ルーが再び脱退する。これでオリジナル・メンバーはミックだけとなった。

### 2000年代以降〜ミック・ジョーンズ主導

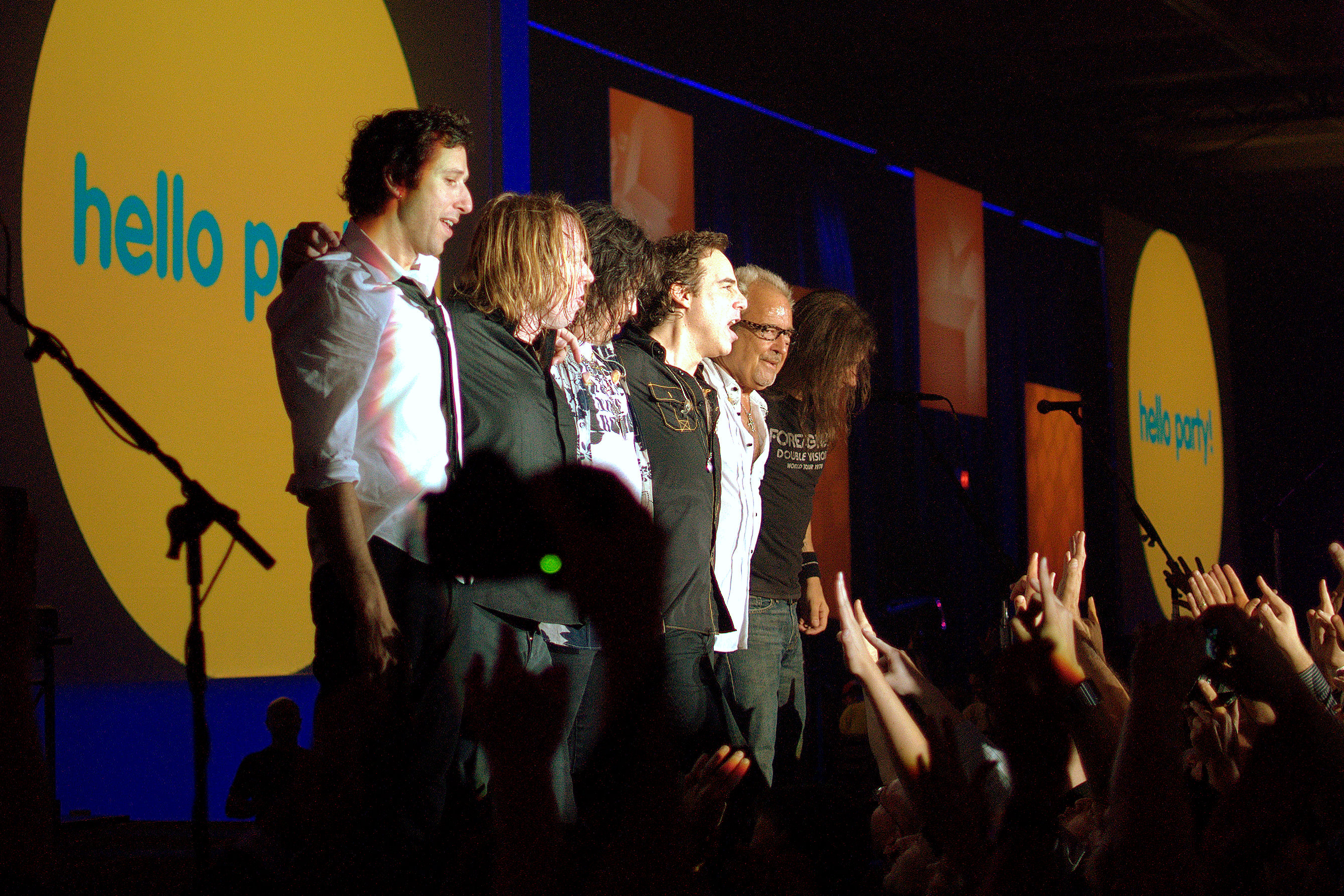
2009年のグループショット

2004年から2005年にかけ、大幅なメンバーチェンジを実行する。新ボーカリストにケリー・ハンセン（元ハリケーン）が就任。ジェイソン・ボーナム（ドラムス）やジェフ・ピルソン（元ドッケン）といった著名なミュージシャンが加入した。そしてデビュー30周年に向け大々的なライブを企画。翌2006年にライブ作品『Extended Versions』として発表した。
2007年、14年ぶりの来日公演を開催。
2009年、15年ぶりの9thアルバム『キャント・スロー・ダウン』をリリース。久々に全米チャートTOP30入りを果たした。以降はライブを主軸とした活動にシフトしていく。
2011年、ブルース・ワトソン（ギター）が加入し、この時点で7人編成の大所帯となる。翌2012年、ミックが心臓のバイパス手術を受けた。
2013年、「ソングライターの殿堂」授賞式にて、殿堂入りしたミックとルーが10年ぶりに共演。

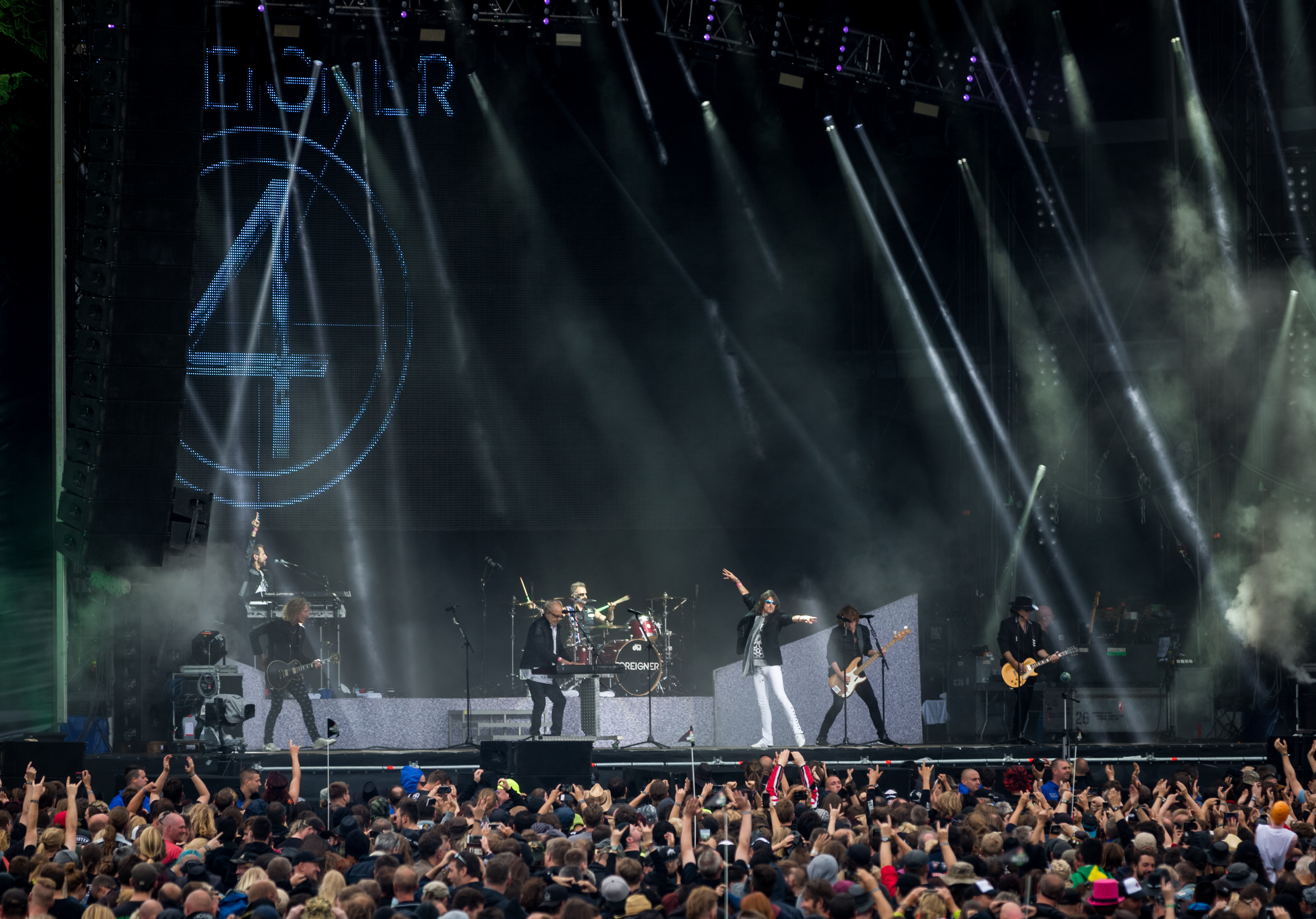
ドイツ・ヴァッケン公演 (2016年8月)

2014年、オリジナル・メンバーのエド・ガリアルディが死去。同年、かつて大ヒットした4thアルバム『4』を完全再現したライブ作品『ザ・ベスト・オヴ・フォリナー4・ライヴ&モア』をリリースする。
2016年、デビュー40周年を記念し、全40曲入りコンピレーション作品『40 -40ヒッツ・フロム・40イヤーズ ベスト・オブ・フォリナー』をリリース。またこの年、多くのライブフェスに参加した。
2017年、結成40周年を記念した夏のスペシャル・ツアーに、クラシック・メンバーが参加の意向を示す。
2018年11月9日、「Double Vision：Then And Now」と題した、アルバム『ダブル・ヴィジョン』発表40周年記念ライブ・ツアーの初日を、現ラインナップとクラシック・ラインナップそれぞれのステージの後、全員参加のステージという構成で行った。
2022年2月、創設メンバーのイアン・マクドナルドが75歳で死去。11月、最後となる北米ツアーをサポート・アクトにラヴァーボーイを迎え、2023年7月から開始することを発表。
2024年4月21日、米国・Rock & Roll Hall Of Fameより、『2024年度ロックの殿堂 パフォーマー部門』での殿堂入りが発表された。殿堂入りの対象メンバーは、ルー・グラム（ボーカル）、ミック・ジョーンズ（ギター）、デニス・エリオット（ドラムス）、エド・ガリアルディ（ベース）、アル・グリーンウッド（キーボード）、イアン・マクドナルド（キーボード）、リック・ウィルス（ベース）の7人。

## メンバー

### 現ラインナップ
- ルイス・マルドナード (Luis Maldonado) - ボーカル (2025年- )、リズムギター(2021年- )
- ミック・ジョーンズ (Mick Jones) - リードギター、キーボード (1976年- ) 元スプーキー・トゥース
- ジェフ・ピルソン (Jeff Pilson) - ベース (2004年- ) 元ドッケン
- ブルース・ワトソン (Bruce Watson) - ギター (2011年- )
- マイケル・ブルースタイン (Michael Bluestein) - キーボード (2008年- )
- クリス・フレイザー (Chris Frazier) - ドラムス (2012年- )

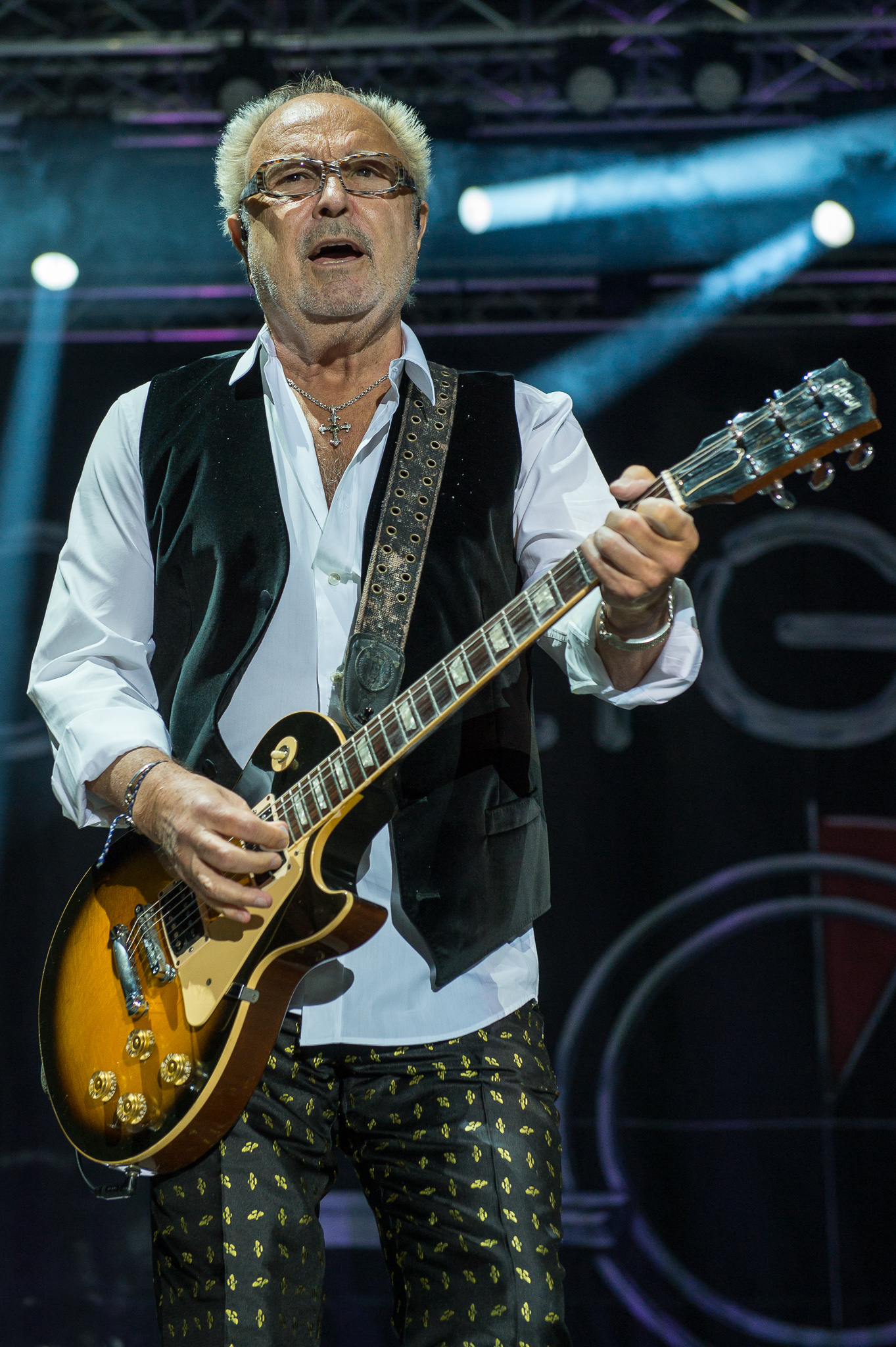
ミック・ジョーンズ(G) 2016年
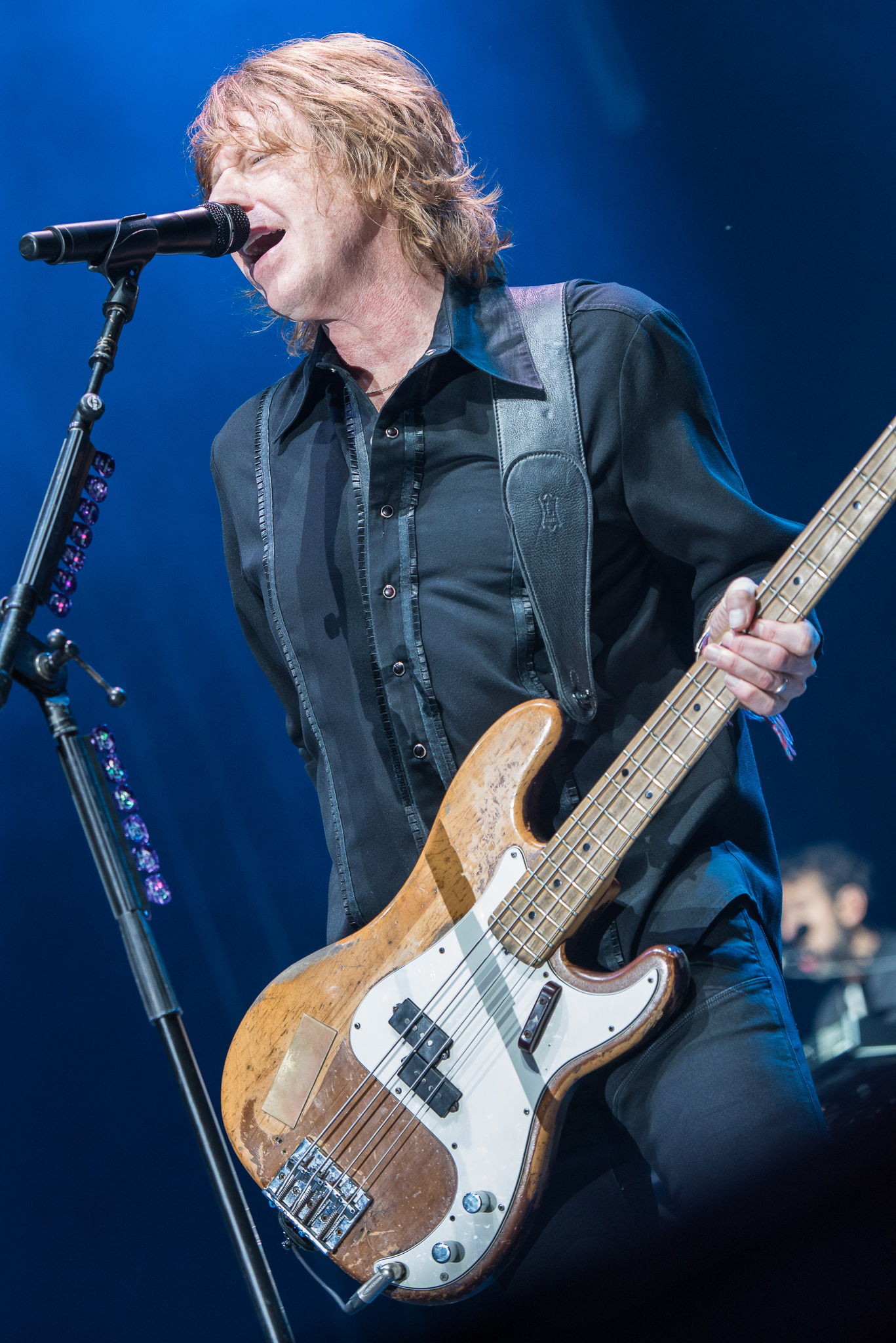
ジェフ・ピルソン(B) 2016年
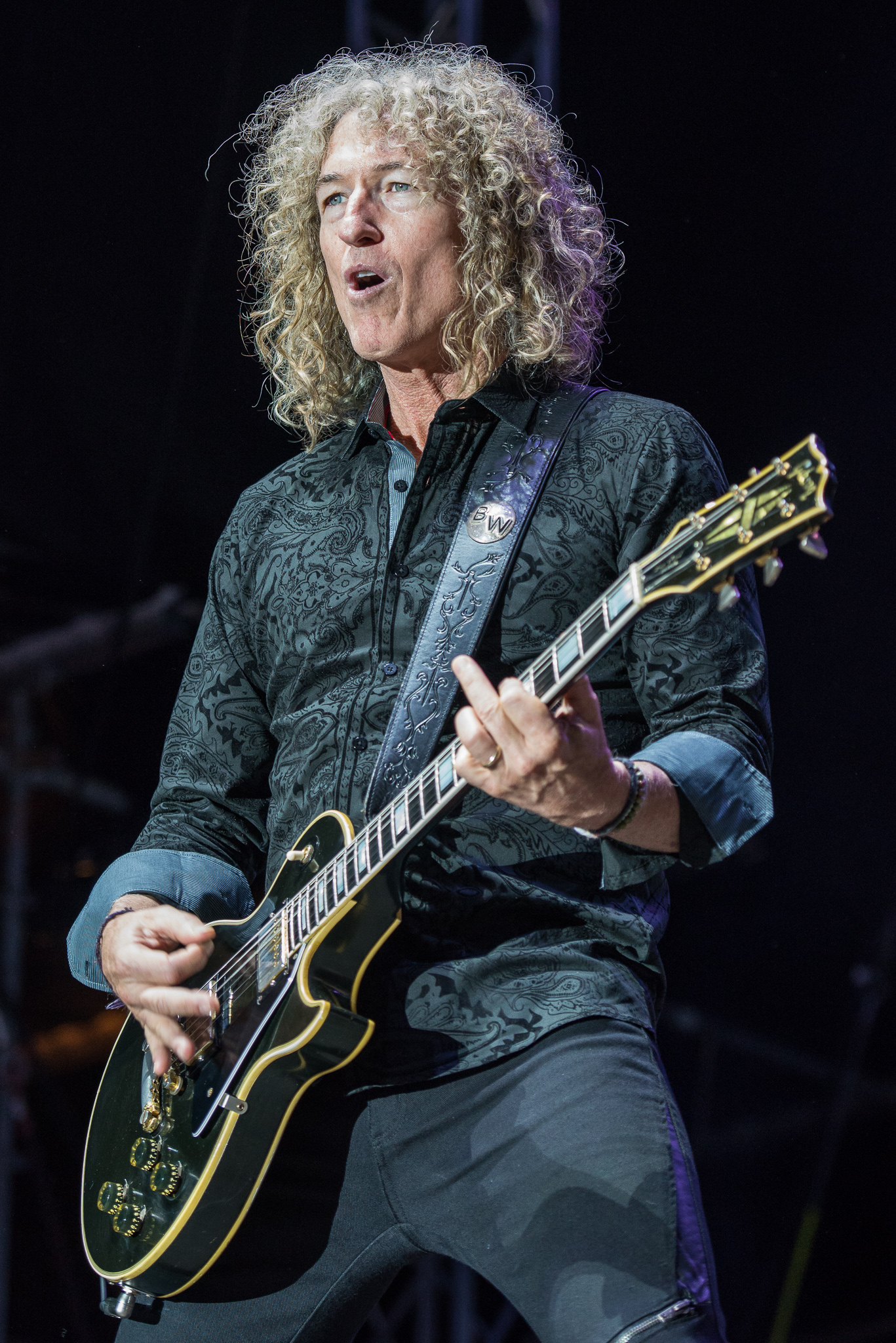
ブルース・ワトソン(G) 2016年

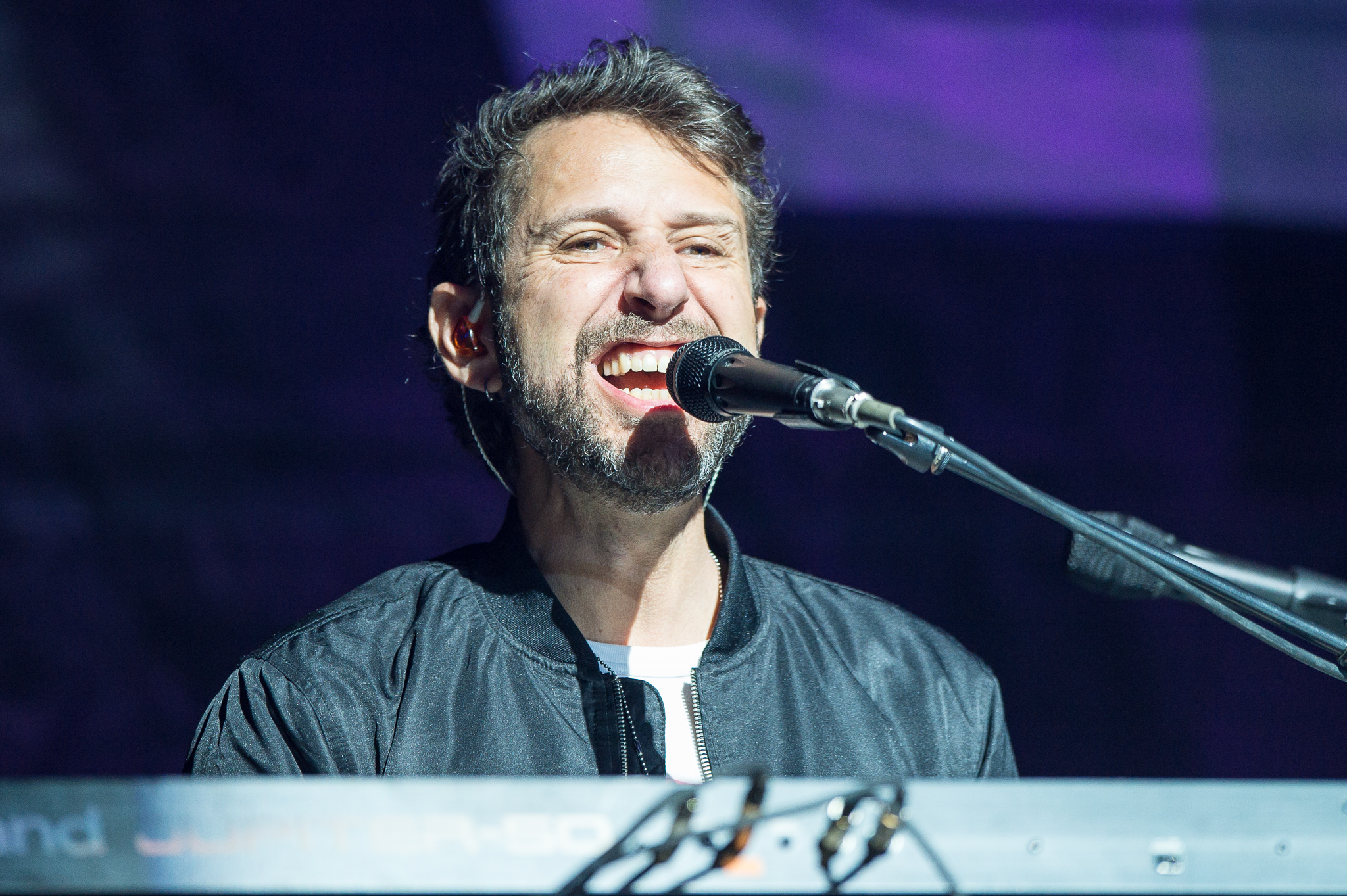
マイケル・ブルースタイン(Key) 2016年
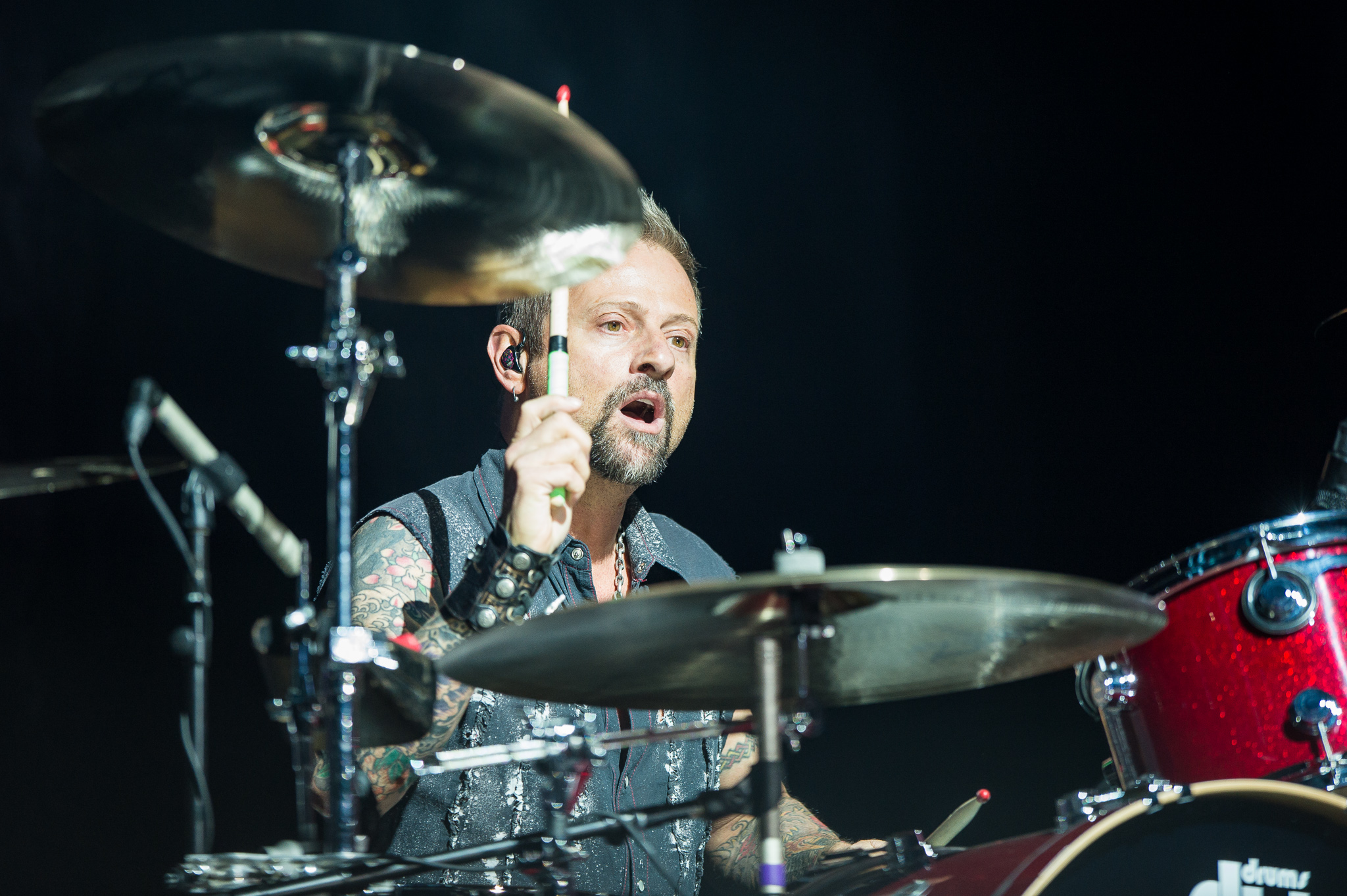
クリス・フレイザー(Ds) 2016年

### 旧メンバー
- イアン・マクドナルド (Ian McDonald) - ギター、キーボード、サクソフォーン (1976年–1980年) 2022年死去 元キング・クリムゾン
- ルー・グラム (Lou Gramm) - ボーカル (1976年-1990年、1992年-2003年)
- エド・ガリアルディ (Ed Gagliardi) - ベース (1976年-1979年) 2014年死去
- アル・グリーンウッド (Al Greenwood) - キーボード (1976年-1980年)
- デニス・エリオット (Dennis Elliott) - ドラムス (1976年-1992年) 元イフ
- リック・ウィルス (Rick Wills) - ベース (1979年-1992年) 元スモール・フェイセス
- ジョニー・エドワーズ (Johnny Edwards) - ボーカル、リズムギター (1990年-1992年)
- ジェフ・ジェイコブス (Jeff Jacobs) - キーボード (1991年-2007年)
- ブルース・ターゴン (Bruce Turgon) - ベース (1992年-2003年)
- マーク・シュルマン (Mark Schulman) - ドラムス (1992年-1995年、2000年-2002年、2011年-2012年)
- スコット・ジルマン (Scott Gilman) - リズムギター、サクソフォーン (1993年-1995年)
- ロン・ウィクソ (Ron Wikso) - ドラムス (1995年-1998年)
- ブライアン・ティッシー (Brian Tichy) - ドラムス (1998年-2000年、2007年-2012年)
- デニー・カーマッシ (Denny Carmassi) - ドラムス (2002年-2003年)
- チャズ・ウェスト (Chas West) - ボーカル (2004年-2005年)
- ジェイソン・ボーナム (Jason Bonham) - ドラムス (2004年-2008年)
- ポール・ミロービック (Paul Mirkovich) - キーボード (2007年-2008年)
- ブライアン・ヘッド (Bryan Head) - ドラムス (2008年)
- ジェイソン・サター (Jason Sutter) - ドラムス (2010年-2011年)
- トム・ギンベル (Thom Gimbel) - リズムギター、サクソフォーン (1992年–1993年、1995年-2021年)
- ケリー・ハンセン (Kelly Hansen) - ボーカル (2005年-2025年 ) 元ハリケーン

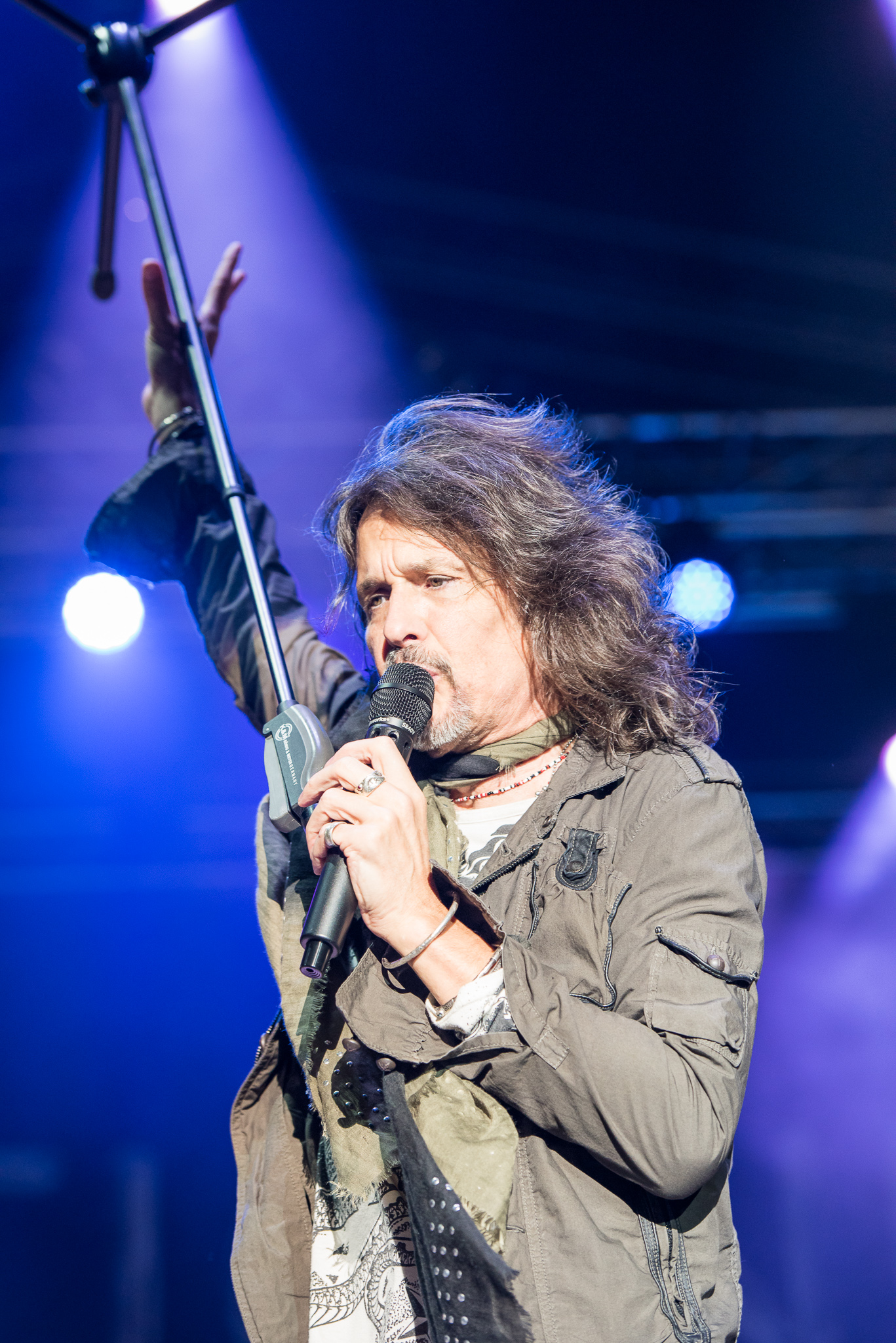
ケリー・ハンセン(Vo) 2016年
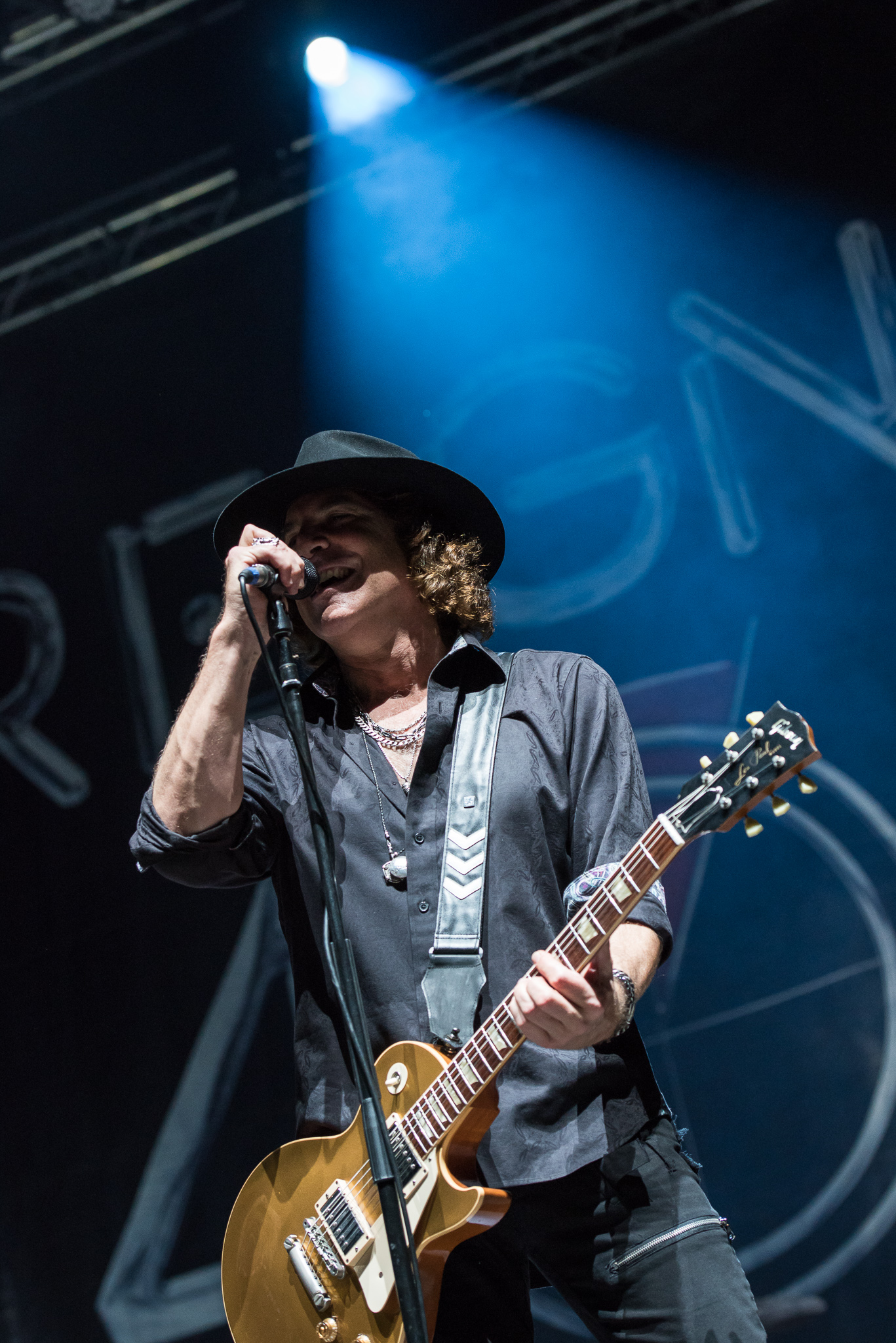
トム・ギンベル(G) 2016年

## ディスコグラフィ

### スタジオ・アルバム
| 1977                                      | 栄光の旅立ち Foreigner                            | - 全米売上: 500万枚  | 4   | —  | 9  | —  | 1  | —  | —  | —   | - US: 5× プラチナ - CAN: プラチナ                                                |
| 1978                                      | ダブル・ヴィジョン Double Vision                  | - 全米売上: 700万枚  | 3   | —  | 3  | —  | —  | 32 | —  | 32  | - US: 7× プラチナ - CAN: 2× プラチナ - UK: プラチナ                              |
| 1979                                      | ヘッド・ゲームス Head Games                       | - 全米売上: 500万枚  | 5   | —  | 5  | 39 | —  | 38 | —  | —   | - US: 5× プラチナ - CAN: 2× プラチナ - UK: プラチナ                              |
| 1981                                      | 4                                                 | - 全米売上: 600万枚  | 1   | —  | 2  | 4  | —  | 19 | —  | 5   | - US: 6× プラチナ - AUS: プラチナ - FRA: ゴールド - GER: ゴールド - UK: プラチナ |
| 1984                                      | プロヴォカトゥール (煽動) Agent Provocateur       | - 全米売上: 300万枚  | 4   | 10 | 3  | 1  | 1  | 4  | 1  | 1   | - US: 3× プラチナ - FRA: ゴールド - GER: プラチナ - UK: プラチナ                 |
| 1987                                      | インサイド・インフォメーション Inside Information | - 全米売上: 100万枚  | 15  | —  | 23 | 7  | 5  | —  | 7  | 64  | - US: プラチナ - UK: シルバー                                                    |
| 1991                                      | アンユージュアル・ヒート Unusual Heat             | - レーベル: Atlantic | 117 | 30 | 50 | —  | 18 | —  | 8  | 56  |                                                                                  |
| 1994                                      | Mr.ムーンライト Mr. Moonlight                     | - レーベル: Arista   | 136 | —  | 69 | 21 | —  | —  | 17 | 59  |                                                                                  |
| 2009                                      | キャント・スロー・ダウン Can't Slow Down          | - レーベル: Rhino    | 29  | 58 | —  | 16 | —  | —  | 26 | 105 |                                                                                  |
| "—"は未発売またはチャート圏外を意味する。 |                                                   |                      |     |    |    |    |    |    |    |     |                                                                                  |

### ライブ・アルバム
- 『クラシック・ヒッツ・ライヴ』 - Classic Hits Live/Best of Live（1993年）
- Extended Versions（2006年）※全米88位
- Can't Slow Down ... When It's Live!（2010年）
- 『ザ・ベスト・オヴ・フォリナー4・ライヴ&モア』 - The Best of 4 & More（2014年）※全米162位
- 『フォリナー・ウィズ・21世紀シンフォニー・オーケストラ&コーラス〜ライヴ・イン・スイス 2017』 - Foreigner with the 21st Century Symphony Orchestra & Chorus（2018年）

ほか

### コンピレーション・アルバム
- 『ベスト・オブ・フォリナー』 - Records（1982年）※全米10位
- 『ベリー・ベスト・オブ・フォリナー』 - The Very Best of Foreigner（1992年）※全英19位
- 『アンド・ビヨンド (ベスト・オブ)』 - The Very Best... and Beyond（1992年）※全米123位
- 『ベスト・オブ・バラード』 - The Best of Ballads – I Want to Know What Love Is（1998年）※全米123位
- Complete Greatest Hits（2002年）※全米80位
- 『ヴェリー・ベスト・オブ・フォリナー』 - The Definitive Collection（2006年）
- 『コンプリート・ベスト～ノー・エンド・イン・サイト』 - No End in Sight: The Very Best of Foreigner（2008年）
- 『40 -40ヒッツ・フロム・40イヤーズ ベスト・オブ・フォリナー』 - 40（2017年）

ほか

### シングル
- 「衝撃のファースト・タイム」 - "Feels Like the First Time"（1977年6月18日）※全米4位
- 「つめたいお前」 - "Cold As Ice"（1977年10月22日）※全米6位
- 「遥かなる旅路」 - "Long, Long Way from Home"（1978年2月18日）※全米20位
- 「ホット・ブラッディッド」 - "Hot Blooded"（1978年9月9日）※全米3位
- 「ダブル・ヴィジョン」 - "Double Vision"（1978年11月18日）※2週連続全米2位
- 「蒼い朝」 - "Blue Morning, Blue Day"（1979年3月3日）※全米15位
- 「ダーティ・ホワイト・ボーイ」 - "Dirty White Boy"（1979年10月27日）※2週連続全米12位
- 「ヘッド・ゲームス」 - "Head Games"（1979年12月22日）※2週連続全米14位
- 「女たち」 - "Woman"（1980年3月22日）※2週連続全米41位
- 「アージェント」 - "Urgent"（1981年9月5日）※4週連続全米4位
- 「ガール・ライク・ユー」 - "Waiting for a Girl Like You"（1981年11月28日）※10週連続全米2位
- 「ジューク・ボックス・ヒーロー」 - "Juke Box Hero"（1982年4月3日）※2週連続全米26位
- 「ブレーク・イット・アップ」 - "Break It Up"（1982年6月26日）※2週連続全米26位
- 「ルアンヌ」 - "Luanne"（1982年8月14日）※2週連続全米75位
- 「アイ・ウォナ・ノウ」 - "I Want to Know What Love Is"（1985年2月2日）※2週連続全米No.1

同年年間チャート第4位。バンド唯一の全米No.1シングル。
- 「イエスタデイ」 - "That Was Yesterday"（1985年5月4日）※全米12位
- 「リアクション・トゥ・アクション」 - "Reaction to Action"（1985年6月29日）※全米54位
- 「ダウン・オン・ラヴ」 - " Down on Love"（1985年9月14日）※2週連続全米54位
- 「セイ・ユー・ウィル」 - "Say You Will"（1988年2月20日）※全米6位
- 「ウィズアウト・ユー」 - "I Don't Want to Live Without You"（1988年5月28日）※全米5位
- 「ハート・ターンズ・トゥ・ストーン」 - "Heart Turns to Stone"（1988年8月6日）※2週連続全米56位
- 「ウィズ・ヘヴン・オン・アワ・サイド」 - "With Heaven On Our Side"（1992年12月19日）※全米103位
- 「アンティル・ジ・エンド・オブ・タイム」 - "Until The End Of Time"（1995年5月6日）※全米42位

## 日本公演
- 1978年
3月30日 静岡駿府会館、4月1日 フェスティバルホール、4日 日本武道館、5日 名古屋市公会堂
- 1980年
1月21日,22日 フェスティバルホール、23日 愛知県勤労会館、25日,26日,27日 日本武道館、29日 福岡市九電記念体育館
- 1985年 8月10日 SUPER ROCK '85 IN JAPAN
- 1988年
9月6日 大阪城ホール、8日 愛知県体育館、9日 静岡市民文化会館、12日 日本武道館、13日 横浜文化体育館、14日 日本武道館
- 1993年
2月17日 NHKホール、2月19日 大阪フェスティバルホール、2月20日 日比谷公会堂
- 1995年
5月18日 東京厚生年金会館
- 2007年
3月12日・13日 東京厚生年金会館